# デストラクション
デストラクション （Destruction） は、ドイツ出身のスラッシュメタル・バンド。
同国のスラッシュ・シーン草創期から活動してきた実績を持ち、日本では「ソドム」「クリーター」と並んで『ジャーマンスラッシュ三羽ガラス』とも称されるジャーマンメタルの代表的グループ。

## 略歴

### 最初期（1982年 - 1989年）

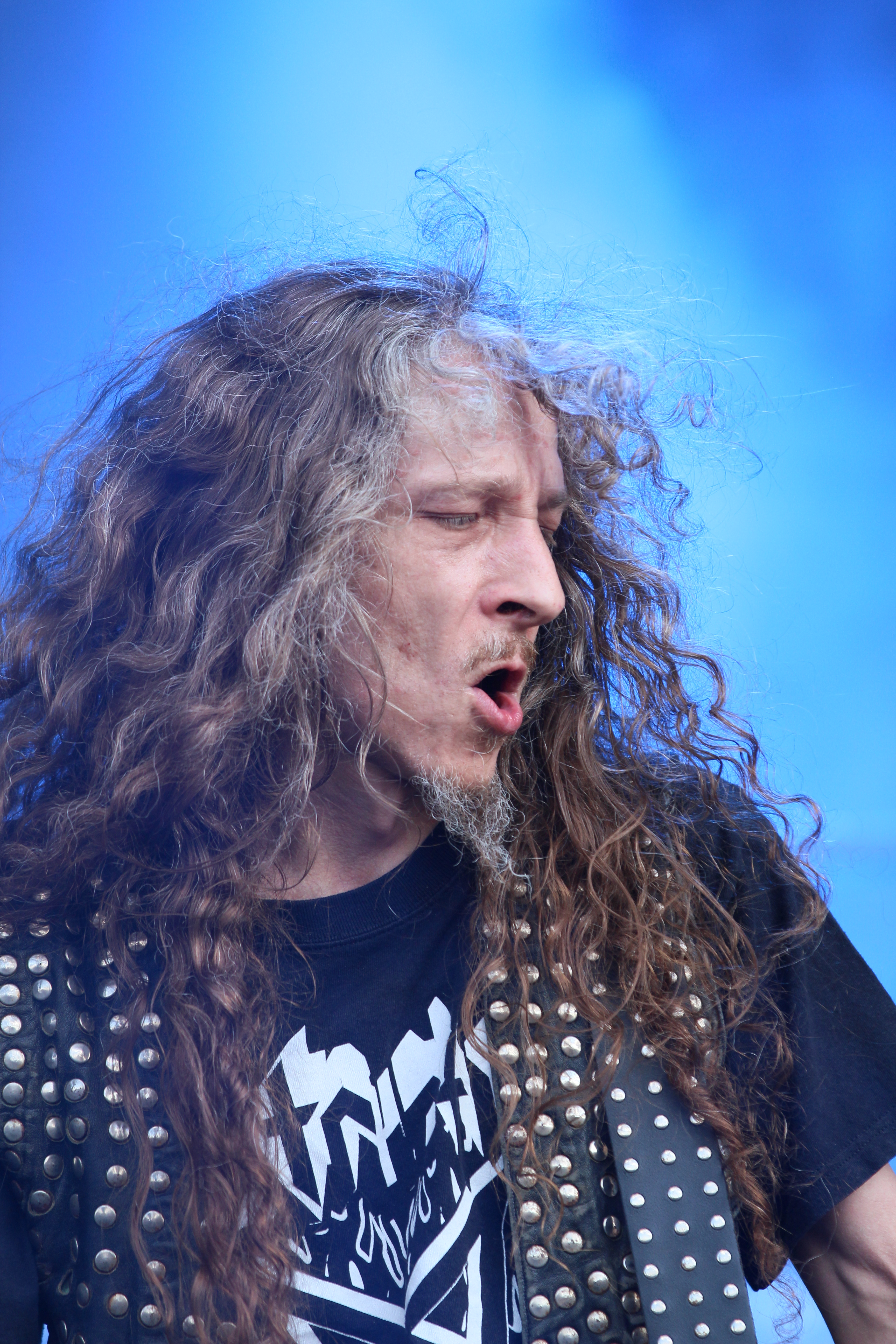
創設メンバーの一人マイク(G) 脱退する2021年まで約40年在籍した

1982年、ドイツのバーデン＝ヴュルテンベルク州ヴァイル・アム・ラインで「Knight of Demon」として結成された。ほどなく、バンド名を「Destruction」に変更し、1984年にデモ『ベスティアル・インヴェージョン・オブ・ヘル』を制作する。これがもとでスティームハンマー・レコードと契約し、ミニアルバム『センテンス・オブ・デス』を発表。
1985年に1stアルバム『インファーナル・オーヴァーキル』を発表。収録曲「Bestial Invasion」はライブの定番曲となる。
1986年に2ndアルバム『エターナル・デヴァステーション』を発表する。本アルバムでは金属をガリガリ削るような独特なギターサウンドがフィーチャーされた。また収録曲「Curse the Gods」と「Life Without Sense」は代表曲となり、現在もライブで頻繁に演奏される。その後、トミーが脱退。
1987年からはハリーとオリーが加入し、ツインギターの4人編成となる。同年に3rdアルバム『リリース・フロム・アゴニー』、1989年にはライブ・アルバム『ライブ・ウィズアウト・センス』を発表。ツインギター編成を活かし、独自の不協和音ツインリードを導入するなど、ストレートなスラッシュメタルから、より複雑なスタイルへと移り最盛を迎えた。

### 停滞期（1989年 - 1998年）
1989年、マイク、ハリーとの音楽性の不一致により、リーダーにしてメインソングライターのシュミーアが脱退（その後、HEADHUNTERを結成）。よりテクニカルな方向を求めたマイク達と、直線的スラッシュメタルを求めたシュミーアとの間の軋轢が原因であった。
後任ベーシストとしてクリスチャン・エングラーを迎えたもののボーカルが見つからず、スイスのスラッシュ/パワーメタルバンド「ポルターガイスト」のアンドレ・グリーダーの手を借りて、翌1990年に4thアルバム『クラックド・ブレイン』を発表。本作を最後に日本とのレコード契約が切られ、音楽性の時代の変化（グランジやオルタナティブ・ムーブメント）などもあって失速していった。
バンドは一度停滞するも、マイク達は新メンバーを入れて活動を継続。音源も残したが、公式にはEP『デストラクション』（1994年）、EP『ゼム・ノット・ミー』（1995年）、フルアルバム『ザ・リースト・サクセスフル・ヒューマン・キャノンボール』（1998年）の3タイトルを、実態は別物のネオ・デストラクション（NEO-DESTRUCTION）によるリリースであるとして、正式な音源として認めない姿勢をとっている。音楽性は、モダンヘヴィネスに近いスタイルだった。

### シュミーア復帰（1999年 - 2018年）

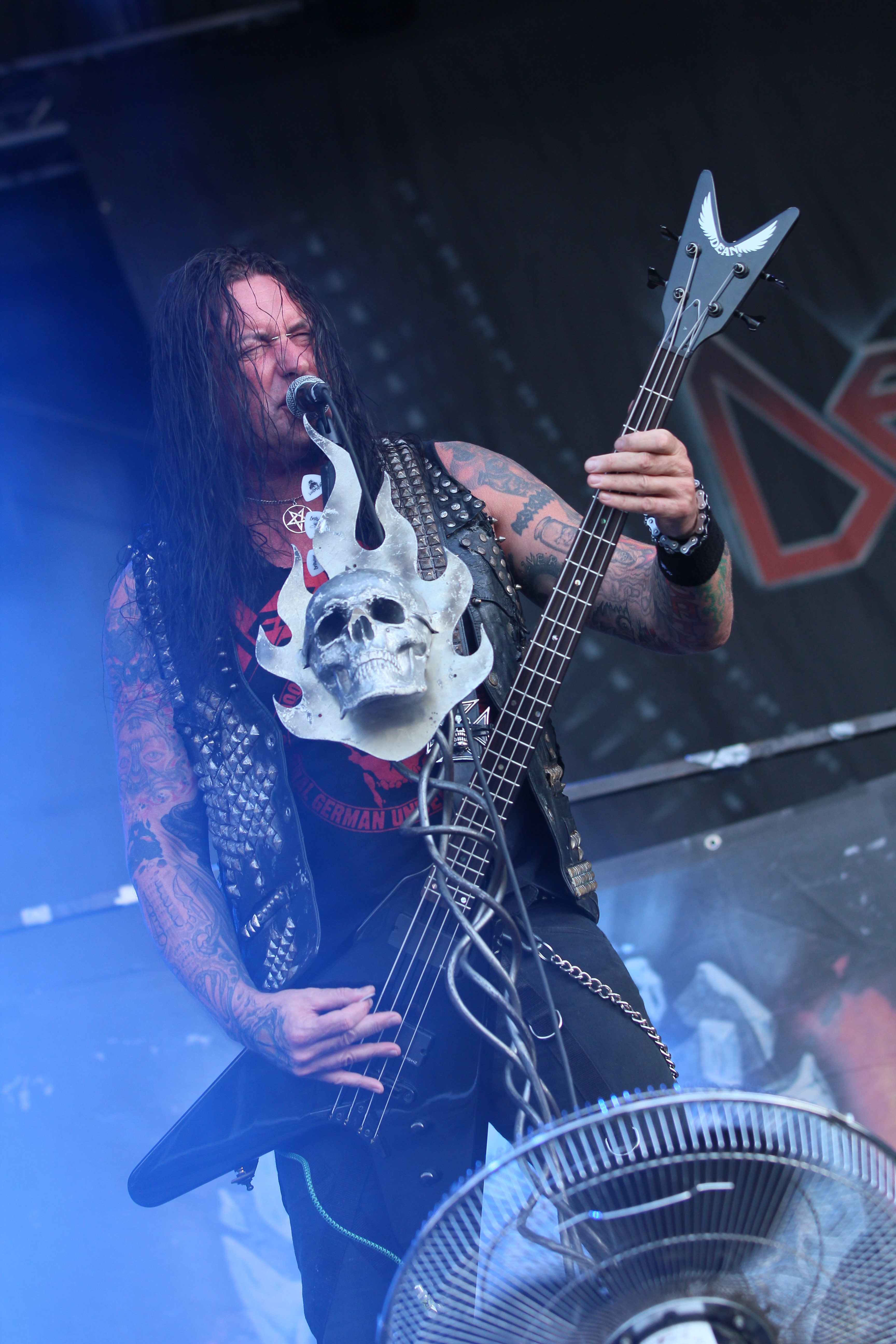
復帰後の主宰シュミーア（2013年）

1999年、シュミーアが10年ぶりに復帰。新たなドラマーにスヴェン・ボーマンを迎え、結成当初と同じ3人編成となる。その後大手レーベル「ニュークリア・ブラスト」と契約し、2000年に事実上の復活作『オール・ヘル・ブレイクス・ルース』をリリース。本アルバムより再び直線的なスラッシュメタルのサウンドなる。
2001年にアルバム『ジ・アンチクライスト』をリリース。収録曲「Thrash till Death」「Nailed to the Cross」はライブの定番曲となる。
2002年にはドラマーがマーク・レインに変わり、翌2003年にアルバム『メタル・ディスチャージ』をリリース。本アルバムはデジタル録音が全盛のなか雰囲気作りのためにあえてアナログ方式で収録されている。バンドは初の来日公演を行った（シュミーアはヘッドハンター在籍時に一足早く来日していた）。
2005年、アルバム『インヴェンター・オブ・イーヴル』をリリース。同年9月には、ライヴイベント「THRASH DOMINATION 05」においてテスタメント、クリーター、ラーズ・ロキットと共演する2度目の来日公演を行った。
2007年2月、過去の曲をリメイクした企画アルバム『Thrash Anthems』をリリース。リメイク14曲に加え、新曲2曲を収録。さらに「ネオ・デストラクション」時代のCracked Brain収録曲をシュミーアが歌っているなど、企画盤らしい特別な内容となっている。9月には、ライヴイベント「THRASH DOMINATION07」にニュークリア・アソルト、アナイアレイター、ネヴァーモアと共に出演し、3度目の来日を果たした。
2008年8月、アルバム『D.E.V.O.L.U.T.I.O.N』を発売。本アルバムのタイトルはタイトル曲「Devolution」を示すと共に収録曲の頭文字を繋げたものになっている。
2010年にマーク・レインが脱退し、ポーランド出身のドラマー、ヴァーヴェルが加入した。
2011年、アルバム『デイ・オブ・レコニング』を発売。
2013年3月、日本のスラッシュメタル・イベント『THRASH DOMINATION 2013』に出演。
2016年1月、『THRASH DOMINATION 2016』にて来日公演。同5月、アルバム『アンダー・アタック』をリリース。
2018年1月、ヴァーヴェルが脱退し、ランディ・ブラックに交代。4月、アジアツアーを開催し来日公演。

### 4人編成復活・マイクの脱退（2019年 - 現在）
2019年、新ギタリスト ダミール・エスキッチが追加入し、29年ぶりの4人編成となるアルバム『ボーン・トゥ・ペリッシュ』をリリース。
2021年、シュミーアと並んで創設メンバーの一人だったマイクの脱退が発表された。
公式発表は8月となったがマイクは2月から脱退の意思を伝えており、シュミーアは思いとどまるよう説得するもマイクの意志は固く、そのまま連絡が付かない状態になってしまったとのこと。
後にアルバム『ダイアボリカル』にて脱退の理由は「目指す音楽性の相違及びシュミーアとの関係の悪化」と答えている。
後任は2016年よりサポートメンバーとして参加していたマーティン・フュリアが務める。
2022年、マイクが去って初となるスタジオアルバム『ダイアボリカル』をリリース。

## メンバー
※2024年5月時点

### 現ラインナップ
- シュミーア (Schmier, Marcel Schirmer) - ボーカル/ベース (1982-1989, 1999- )
- ランディ・ブラック (Randy Black) - ドラムス (2018- )
- ダミール・エスキッチ (Damir Eskic) - ギター (2019- )
- マーティン・フュリア (Martin Furia) - ギター (2021- )

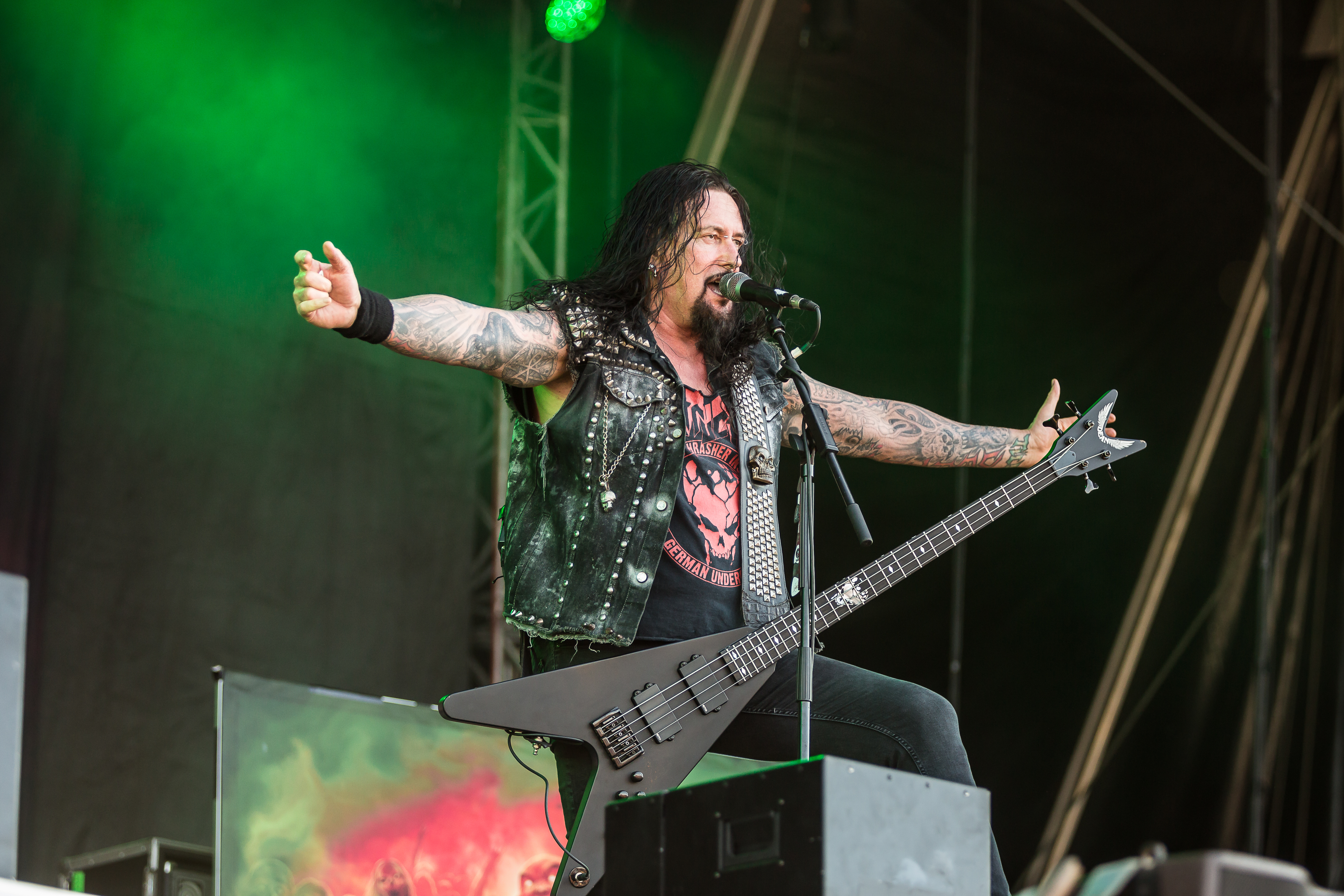
シュミーア(Vo/B) 2023年
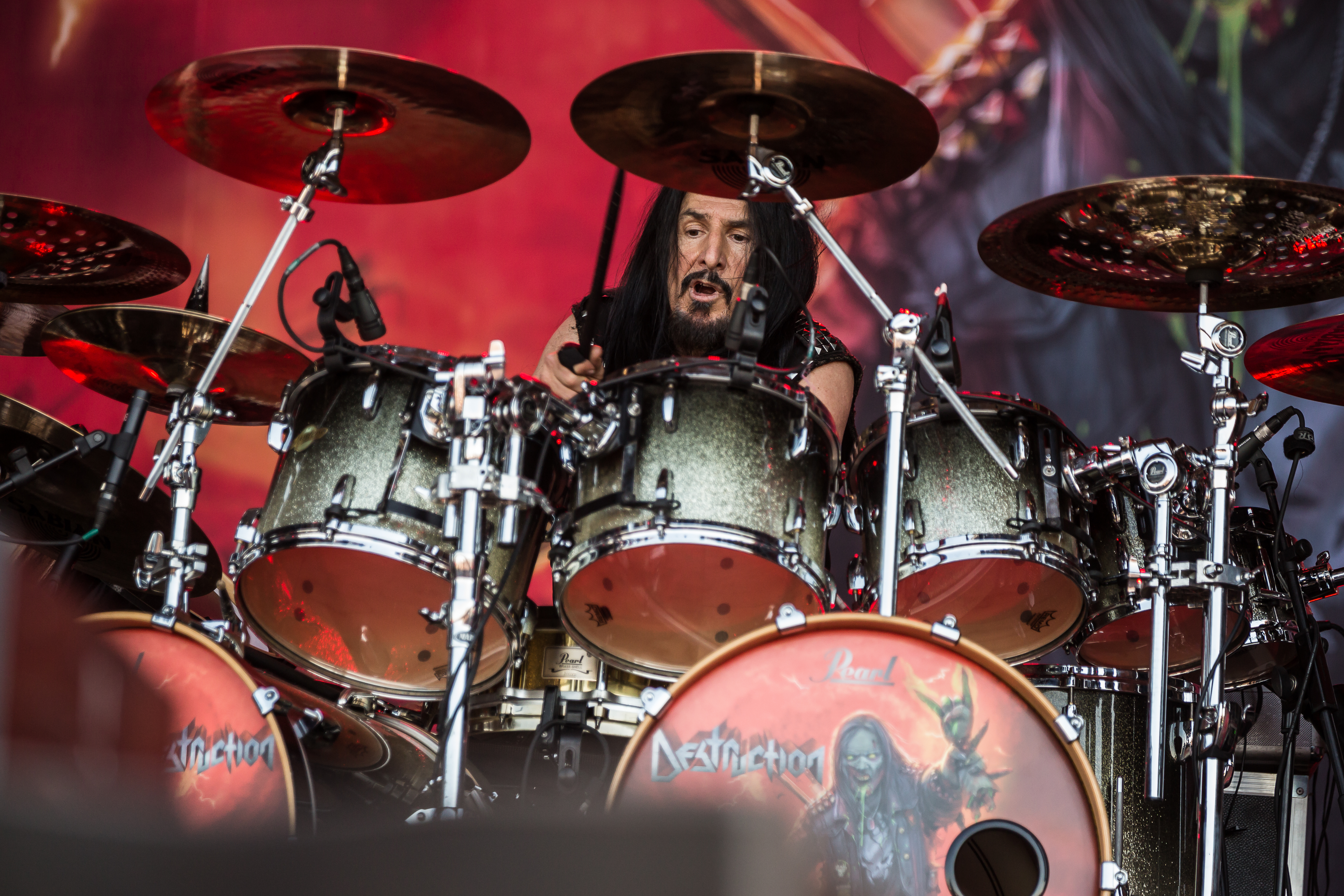
ランディ・ブラック(Ds) 2023年
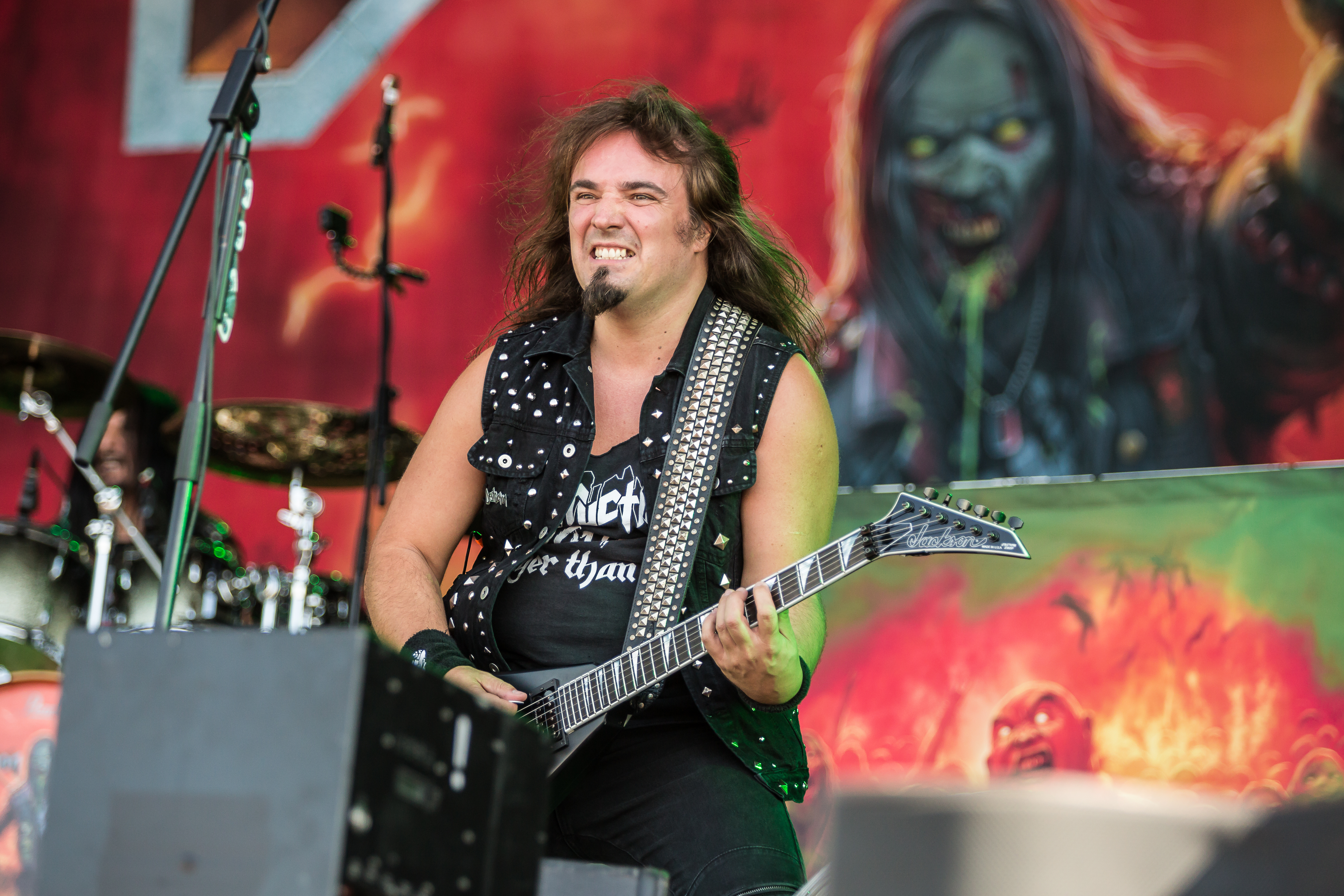
ダミール・エスキッチ(G) 2023年
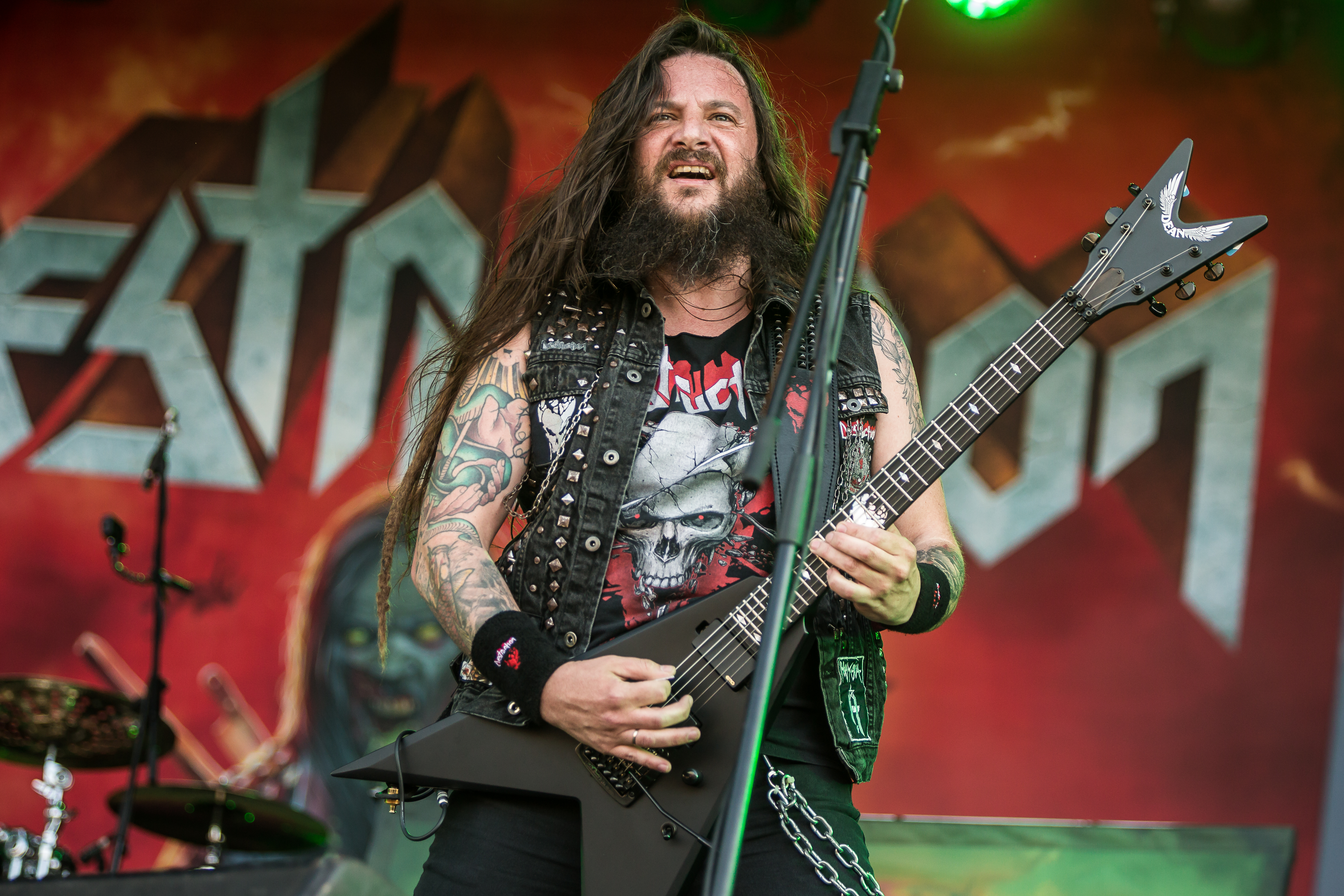
マーティン・フュリア(G) 2023年

### 旧メンバー
- マイク・シフリンガー (Michael "Mike" Sifringer) - ギター (1982-2021)
- ウルフ・キューネ (Ulf Kühne) - ボーカル (1982 - 1984)[12]
- トミー・サンドマン (Tommy Sandmann) - ドラムス (1982-1987)
- ハリー・ウィルケンス (Harry Wilkens) - ギター (1987-1990) 1993年以降はネオ・デストラクション扱い
- オリバー・カイザー (Oliver "Olly" Kaiser) - ドラムス (1987-1999)
- アンドレ・グリーダー (Andreas Grieder) - ボーカル (1989–1990)
- クリスチャン・エングラー (Christian Engler) - ベース (1989–1990)
- スヴェン・ヴォーマン (Sven Vormann) - ドラムス (1999-2001)
- マーク・レイン (Marc "Speedy" Reign) - ドラムス (2001-2010)
- ヴァーヴェル (Wawrzyniec "Vaaver" Dramowicz) - ドラムス (2010-2018)

ネオ・デストラクション扱い
- トーマス・ローゼンマーケル (Thomas Rosenmerkel) - ボーカル (1993-1999)
- マイケル・ピラニオ (Michael Piranio) - ギター (1993-1999)

## ディスコグラフィ

### アルバム
オリジナル・アルバム
- 1984年 Bestial Invasion Of Hell (デモ) - ベスティアル・インヴェージョン・オブ・ヘル
- 1985年 Infernal Overkill - インファーナル・オーヴァーキル
- 1986年 Eternal Devastation - エターナル・デヴァステーション
- 1987年 Release from Agony - リリース・フロム・アゴニー
- 1990年 Cracked Brain - クラックド・ブレイン
- 2000年 All Hell Breaks Loose - オール・ヘル・ブレイクス・ルース
- 2001年 The Antichrist - ジ・アンチクライスト
- 2003年 Metal Discharge - メタル・ディスチャージ
- 2005年 Inventor of Evil - インベンター・オブ・イーヴル
- 2008年 D.E.V.O.L.U.T.I.O.N. - デヴォリューション
- 2011年 Day Of Reckoning - デイ・オブ・レコニング
- 2012年 Spiritual Genocide - スピリチュアル・ジェノサイド
- 2016年 Under Attack - アンダー・アタック[13]
- 2019年 Born to Perish - ボーン・トゥ・ペリッ
- 2022年 Diabolical - ダイアボリカルシュ
- 2025年 Birth of Malice- バース・オヴ・マリス

リ・レコーディング
- 2007年 Thrash Anthems - スラッシュ・アンセム
- 2017年 Thrash Anthems II - スラッシュ・アンセム II

ライヴ・アルバム
- 1989年 Live without Sense - ライヴ・ウィズアウト・センス
- 2002年 Alive Devastation - アライヴ・デヴァステーション
- 2004年 Live Discharge
- 2009年 The Curse of the Antichrist: Live in Agony
- 2010年 A Savage Symphony - The History of Annihilation
- 2020年 Born to Thrash - Live in Germany
- 2021年 Live Attack

コンピレーション
テイチクより国内で発売された。現在いずれも廃盤。
- 1989年 センテンス・オブ・デス+インファーナル・オーヴァーキル
- 1990年 ベスト・オブ・デストラクション
- 1990年 コレクション15
- 1993年 リリース・フロム・アゴニー+エターナル・デヴァステーション
- 1993年 ライヴ・ウィズアウト・センス+マッド・ブッチャー
- 1993年 センテンス・オブ・デス+インファーナル・オーヴァーキル (再発)

### シングル・EP
- 1984年 Sentence of Death - センテンス・オブ・デス
- 1987年 Mad Butcher - マッド・ブッチャー
- 1989年 A Black Metal Night
- 2001年 Whiplash

### ライヴ・ビデオ
- 2004年 Live Discharge - 20 Years Of Total Destruction - ライヴ・ディスチャージ～20イヤーズ・オブ・トータル・デストラクション
- 2010年 A Savage Symphony - The History of Annihilation

### その他
以下はオフィシャル側から、傍流の音源として除外されている。
アルバム
- 1998年 The Least Successful Human Cannonball - ザ・リースト・サクセスフル・ヒューマン・キャノンボール

EP
- 1994年 Destruction - デストラクション

- 1995年 Them Not Me - ゼム・ノット・ミー

## 備考・補足
- 2ndアルバム『Eternal Devastation』のCD版では曲の始まりにシンバルのエンカウントが入るがマイク曰くこれは「スタッフが寝ていてミステイクした」とのこと。また、上記した同アルバムの独特なギターサウンドは「スタッフの意向」とのことである。[4]